# Джакуни
Джакуни (англ. Jakun, малай. Orang Jakun), власна назва оранг-улу («люди з верхів'їв річок», малай. Orang Ulu, Orang Hulu) — одна з груп оранг-аслі (малай. Orang Asli), корінного населення Півострівної Малайзії.
Уряд Малайзії офіційно розрізняє 18 різних у культурному плані груп оранг-аслі, об'єднуючи їх у три категорії: негритоси (семанги), сеної та аборигенні малайці (прото-малайці). Джакуни належать до третьої з них.
Слід зауважити, що минулому під назвою «джакуни» об'єднувалися всі аборигенні малайці, включаючи темуанів і оранг-лаутів (селетарів, оранг-куала), канаків. При цьому їх поділяли на дві групи: власне джакунів, що мешкають у внутрішніх районах, та оранг-лаутів, що живуть біля моря.
За антропологічними ознаками аборигенні малайці відрізняються від інших груп оранг-аслі. Як і малайці, вони належать до південних монголоїдів, помітно вищі на зріст і мають світлішу шкіру.
Пересічні малайзійці мало знають про оранг-аслі й джакунів зокрема. Традиційно їх сприймають як відсталі й примітивні племена, а сама назва «джакуни» несе принизливий відтінок нецивілізованих людей і асоціюється з потворним обличчям і непристойним одягом. Ставлення малайців до джакунів є двозначним. З одного боку, вони вважають їх відсталими людьми та спеціалістами з чорної магії. З іншого боку, джакуни зараховуються до числа прото-малайців, і цей факт є доказом того, що люди малайського типу завжди населяли країну, і це є обґрунтуванням права малайців та особливий статус корінного населення в Малайзії.

## Розселення і чисельність
Джакуни живуть у південній частині Малайського півострова, у внутрішніх районах південно-західного Пахангу та на півночі Джохору. Всі джакунські поселення розташовані неподалік лісів, і їх населення перебуває в більшій або меншій залежності від лісових ресурсів. Географія цього регіону коливається від мокрої болотистої місцини до щільних тропічних джунглів. Місцевий клімат визначають висока вологість і сезонні мусони.
Джакуни проживають у селищах, що належать до різних категорій. Це розвинені так звані RPS-села, створені за схемами перегрупування, нерозвинені селища та такі, що перебувають у стані розвитку. В RPS-селах всі жителі мають індивідуальні будиночки, збудовані державою, вони забезпечені електрикою і водопостачанням, засобами зв'язку, громадськими залами, магазинами, школами, дитячими й медичними закладами, до них прокладені асфальтовані дороги. До таких сіл були переселені люди з різних джакунських поселень, розташованих серед лісу або на його околицях. Значна частина народу продовжує жити в старих поселеннях і досі. Тут зазвичай немає електроенергії, воду жителі беруть із природних джерел, буває лише декілька хат, збудованих із міцних будівельних матеріалів. Дістатися таких сіл можна лише ґрунтовими дорогами або лісовими стежками.
Джакуни — другий за чисельністю народ серед усіх оранг-аслі й найбільший серед аборигенних малайців. Їх чисельність у 2010 році становила 31 577 осіб.
Динаміка чисельності джакунів:
| Рік         | 1960  | 1965  | 1969  | 1974  | 1980  | 1996   | 2000   | 2003   | 2010   |
| Чисельність | 6 786 | 7 331 | 8 995 | 8 719 | 9 605 | 16 637 | 21 484 | 27 448 | 31 577 |

Розподіл популяції джакунів за штатами (1996 рік, перепис JHEOA):
| Штат            | Джакуни | Всього оранг-аслі | Доля джакунів |
| --------------- | ------- | ----------------- | ------------- |
| Паханг          | 13 113  | 33 741            | 38,9 %        |
| Джохор          | 3 353   | 7 379             | 45,4 %        |
| Селангор        | 157     | 10 472            | 1,5 %         |
| Неґері-Сембілан | 14      | 6 188             | 0,2 %         |
| Разом           | 16 637  | 92 529            | 18,0 %        |

Демографічні дані, отримані під час польових робіт серед джакунів біля озера Чині (малай. Tasik Chini), засвідчили що місцеве населення було відносно молодим, люди у віці 30-40 років (30 %) чисельно переважали вікову групу від 40 до 50 років (15 %). Найбільшою ж віковою групою виявилась 5-12 років. Жінок було більше, ніж чоловіків. Більшість респондентів були одружені, розмір сім'ї становив від 8 до 12 членів.

## Мова
Джакунська мова належить до малайської групи малайсько-полінезійських мов. Можливо, її слід розглядати як один із архаїчних діалектів малайської. Власної писемності не має, поступово витісняється малайською й перебуває під загрозою зникання.
Радіо Малайзії на каналі Asyik FM щоденно транслює окремі програми джакунською мовою.

## Історія
Традиційно вважається, що предки джакунів, як і інших прото-малайців, прибули на Малайський півострів з південнокитайської провінції Юньнань приблизно 5000 років тому. До них тут уже проживали предки інших двох груп оранг-аслі: семангів і сеноїв.
Перші малайці прибули на півострів значно пізніше, ймовірно, близько 1500—2000 років тому, й було це пов'язано з розширенням малайської імперії Шривіджая, центр якої тоді знаходився на острові Суматра. Спочатку малайці встановили торгові стосунки з місцевим населенням, але згодом розпочали колонізацію країни. Малайці часто змішувалися з джакунами, й аборигени вливалися до складу малайського населення. Ті з корінних жителів, які протистояли чужинцям, врешті відійшли у внутрішні райони, і там зберегли значну частину традиційної культури.
Ще довгий час джакуни продовжували жити переважно ізольовано від зовнішнього світу.
Джакуни, що живуть уздовж річки Ендау (малай. Sungai Endau) в штаті Джохор, із жахом згадують як у роки Другої світової війни їхніми лісами проходили колони японських вояків.
Активне проникнення держави та приватних осіб на традиційні території джакунів розпочалось із середини 1980-х років, і особливо посилилось у 1990-і роки. У 1987 році в Пасір-Асамі, недалеко від Кота-Тінгі (штат Джохор) мав місце земельний конфлікт між місцевими джакунами та поселенцями. Держава стала на бік поселенців і запропонувала джакунам переселитися в нове поселення, спеціально збудоване для корінних жителів.
Держава розглядає оранг-аслі як бідні маргіналізовані етнічні меншини, що перебувають далеко від центрів розвитку. Їх соціально-економічна діяльність, тісно пов'язана з навколишніми природними ресурсами, розглядається як відстала, і їм заради кращого життя пропонується перейти до постійного проживання в селах за зразком малайських селян. В результаті реалізації урядових програм за схемами переселення більшість джакунів змушена була залишити свої традиційні селища й опинилася в спеціально збудованих для них нових державних так званих RPS-селах, жителі яких забезпечуються основними зручностями. Ставлять нові хати коштами держави й у вже існуючих селах, проте забезпечення зручностями та об'єктами інфраструктури тут помітно відстає. Поблизу джакунських селищ вирубують ліси й закладають не їх місці плантації товарних культур, і джакуни отримують доходи з цих плантацій.
Переселення джакунів до нових селищ часто відбувалося у зв'язку з якимись природними катаклізмами. Так жителі сіл Селінгконг і Меранті в окрузі Пекан (штат Паханг) переселилися сюди після сильної повені в 1971 році. Інша група джакунів, що жила в лісах Ендау, покинула рідні землі через спалах холери, вони поселилися в округи Сегамат і Кота Тінгі в штаті Джохор, а також в округ Ромпін в штаті Паханг.
Тепер їхні села знаходяться набагато далі від лісу, вони позбавляються свого рідного середовища, де вони збирали ротанг, коренеплоди, доглядали свої лісові городи. До цього слід додати значне виснаження природних ресурсів, що залишилися.
Райони проживання джакунів опинилися в зонs уваги туристичної галузі. Туристів приваблює в першу чергу місцева «незаймана природа». Популярним місцем екотуризму є зокрема озеро Чині з його легендою про занурення під воду стародавнього міста Кхмер. Проте через виснаження місцевих природних ресурсів потік туристів зменшився, у 2007 році їх вдалося залучити лише 17 000 осіб.

## Традиційне господарство

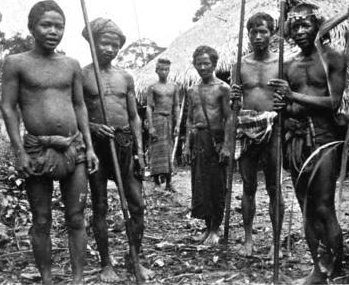
Джакунські мисливці

У минулому джакуни були мисливцями-збирачами. Основу їх харчування становили риба та дикі тварини. Полювали диких кабанів, місцевих оленів (pelandok, kancil, kijang), ящірок, мавп та інших дрібних тварин. Звірину полювали за допомогою духових рушниць (сампіт), що являють собою дерев'яні трубки з дротиками, також дерев'яними, загострений кінець яких попередньо занурюють в отруту. Джакунські мисливці можуть стріляти зі своїх духових рушниць із смертоносною точністю із тридцяти метрів.
Для ловлі риби в річках або струмках ставили пастки з бамбукових паличок, зв'язаних ротангом (малай. Bubu). Тип та форма пастки залежать від розміру та виду риби, яку збираються впіймати.
У джунглях збирали дикорослі фрукти, ротанг, деревину, каучук, віск, камфору, лікарські трави. Значна частина цих продуктів ішла на обмін.
У деяких районах джакуни також займалися примітивним землеробством. Вони мали невеличкі городи серед лісу. Для цього шляхом вирубки й випалювання розчищали ділянку землі. Вирощували рис і коренеплоди (солодку картоплю). Через два сезони культивації переходили на іншу земельну ділянку й починали все з початку. На стару ділянку поверталися лише через багато років.
Проте більшість джакунів вважала за краще не займатися землеробством, а отримувати продукти у малайців або китайців в обмін на дари лісу. Таким чином вони отримували також одяг, тютюн, горіхи ареки.
Використовуючи природні ресурси, джакуни обов'язково враховували право власності конкретних громад на певну територію. Хоча вони фізично не демаркували її, всі добре знали межі володінь сусідніх громад. Люди полювали звіра, ловили рибу, обробляли городи або збирали трави лише в межах власної території. Крім того, використовуючи природні ресурси, вони не брали нічого зайвого, адже розуміли, що джунглям не повинна бути завдана шкода.
Традиційне житло джакунів — хата з бамбука та соломи.
У минулому джакуни своїми руками майстрували пов'язки на стегна з кори дерев і не купували одяг.

## Вірування
Більшість джакунів дотримуються анімістичних вірувань, які тісно пов'язані з навколишнім середовищем. Вони вірять, що не лише люди, а й тварини, рослини і навіть неживі об'єкти (гори, пагорби, селища, річки, скелі, печери тощо) мають свої душі.
Особистість оранг-аслі тісно пов'язана з природою та землею, на якій вони живуть. Це є основою їх матеріального й духовного буття, а також джерелом їх фізичного та емоційного живлення. Джакуни не вважають себе істотами, вищими за тварин. Вони говорить з тваринами так, ніби ті можуть зрозуміти їх. Існує велика повага до всього живого, від великого слона до крихітної цикади.
Джакуни дуже забобонні, вони вважають, що через порушення встановлених природою правил на людей обов'язково чекає нещастя.
Джакуни вважають, що сили, які «живуть» у природних об'єктах, є настільки потужними, що здатні здійснювати на перший погляд незбагненні речі. Один лише дотик до листка певної рослини, на їх переконання, може зцілити хвору людину або здійснити її певне бажання, адже той листок має силу духа. Саме тому, використовуючи практику традиційної медицини на основі трав та коріння, які вони знаходять у дикій природі, джакуни вірять в її силу.
Вважається, що душі можуть залишати своїх господарів, і їх можна спокушати або примушувати за допомогою магії. Джакунські бомо (малай. Bomoh, знахарі, чаклуни) вміють «спілкуватися» з духами, й через це їх поважають і бояться в суспільстві. Іноді вони бувають впливовішими за сільських голів. Для спілкування з надприродними силами або духами предків бомо проводять спеціальні церемонії.
При проведенні політики ісламізації корінного населення, що активізувалася після 1980 року, в громадах оранг-аслі почали діяти мусульманські місіонери. В результаті певна частина джакунів була навернена на іслам. За даними статистики JHEOA, у 1996 серед загальної кількості 16 637 джакунів нараховувалось 1 324 мусульманина (8 %). У штаті Джохор результати ісламізації були більш помітними, тут мусульманами було 20 % джакунів, тоді як у штаті Паханг — лише 5 %.
Слід зазначити, що ісламізація джакунів часто носить поверхневий характер. Вони зголошуються мусульманами лише для отримання певних преференцій. Має місце також і психологічний фактор. Джакуни, які живуть в тісному контакті з малайцями, майже завжди говорять, що вони є мусульманами. Але вони не знають жодної мусульманської молитви, не ходять до мечеті, не дотримуються норм ісламу.

## Зміни під впливом сучасності

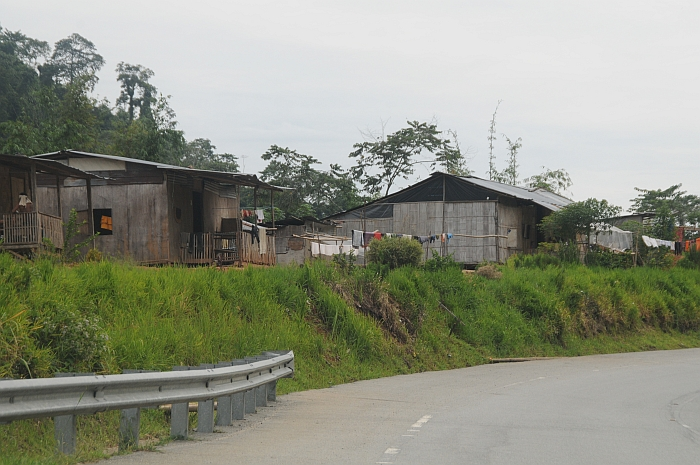
Типові державні будиночки для оранг-аслі

Під впливом інтеграції до сучасної економіки відбулася трансформація життя корінних народів Малайзії. Джакуни тепер відірвані від лісу, хоча час від часу все ще ходять збирати лісові продукти. Традиційна діяльність більше не є для них джерелом доходів. Значна частина джакунів є колективними власниками плантацій каучуку й олійної пальми, головних товарних культур регіону. З плантацій вони отримують щомісячні дивіденди. Ці кошти, а також грошова урядова допомога цілком покривають їх повсякденні витрати. Крім того, люди мають ділянки землі у селі, де вирощують городину (ямс, лемонграс, кассаву, банани), тримають домашніх тварин.
Тепер джакуни не полюють тварин. Навіть коли на плантацію забігають дикі свині або мавпи, вони не вбивають їх заради м'яса. Причина тут число психологічного плану: джакуни не хочуть, щоб їх сприймали нецивілізованими через те, що вони споживають екзотичних тварин. Їм легше купити курятину, яловичину чи інше м'ясо в магазині або у пересувних торговців, що приїздять у їхні села. До того ж полювання або вилов тварин тепер заборонені в лісах, що належать до території національних парків.
У той же час через зростання попиту на лісові продукти деякі джакуни відновили збирання ротанга, бамбука, деревини, дикорослого каучуку, коріння та лікарських рослин. Зібрані продукти йдуть на продаж.
Джакуни й досі користуються для риболовлі традиційними пастками. Вони знають про вудки, але сприймають їх лише як забаву. Коли ж потрібно справді наловити риби, використовують пастки.
Частина джакунів працює в галузі туризму, особливо серед тих груп, що живуть на території національних парків. Вони проводять екскурсії або займаються обслуговуванням туристів. Деякі місцеві жителі почали організовувати в своїх селах атракціони з елементами місцевих традицій: влаштовують традиційні вітання, продають традиційні вироби ручної роботи, дають туристам майстер-класи з місцевих способів полювання, риболовлі, пересування джунглями.
Більшість дітей ходить до школи. Їх батьки позитивно ставляться до шкільного навчання, оскільки вірять, що освіта поліпшить шанси дітей на кращий добробут.
Багато молоді працює в містах. Якщо робота приносить їм хороші доходи, вони вже не повертаються в рідні села.
Джакуни стають все більш модернізованими, вони вже не є стереотипними корінними людьми, вони одягаються як малайзійці, дивляться телевізор, слухають радіо, водять машини, їздять на мотоциклах, говорять малайською. У той же час забезпеченість джакунів повсякденними зручностями все ще є недостатньою. Багато джакунських сіл не мають водопостачання, електрики. Рівень бідності в багатьох громадах є одним із найвищих по країні. Молодь не має достатніх можливостей для підприємництва.

## Суспільство
Джакунське село зазвичай складають декілька сімей. Такі групи об'єднуються в сільську громаду на чолі зі старійшиною. На відміну від малайської, громада джакунів є неформальним об'єднанням цілком автономних сімей. У минулому старійшини часто очолювали групу лише під час її мандрівок лісом та на полюванні. У той же час в районах, розташованих ближче до малайських поселень, такий лідер поступово перетворився на спадкового вождя-батина (малай. Batin).
Переважає нуклеарна сім'я, яка зазвичай складається з п'яти-шести душ. Джакуни живуть у тісному контакті зі своїми родичами, хати братів і сестер, батьків і дітей зазвичай стоять поряд. Тут надають особливого значення інституту сім'ї, цінують повагу до старших, а також особистості кожної людини. Сім'я є дуже стабільною й недоторканою. До одруження діти живуть разом із батьками, а після створення нової сім'ї, хоча й живуть окремо, часто відвідують батьків.
Сімейне життя починається приблизно з 17 років. Коли хлопець вибирає собі дівчину, його сім'я посилає сватів, щоб домовитись про вкладання шлюбу й встановити розмір викупу за молоду. За звичаями джакунів, сім'я нареченої згодом у вигляді подарунка повертає сім'ї нареченого близько половини цього викупу. Під час весільної церемонії молоді обов'язково мають погодувати один одного рисом.
Зазвичай після одруження, коли молода пара ще не має своєї хати, чоловік іде жити до батьків дружини. За традицією щороку подружжя щонайменше на три дні обов'язково має піти жити до батьків чоловіка. Ця подія відзначається як традиційне свято.
Як правило, джакуни є моногамними, розлучення у них трапляються надзвичайно рідко. У випадках перелюбства покаранням може бути навіть смерть. За традицією, чоловік перед своєю хатою прив'язує до дерева невірну дружину, а потім ховається в кущах із трьома списами. Коханець повинен спробувати звільнити жінку й завести її до хати свого чоловіка. У цей час чоловік кидає списа зі своєї засідки і може позбавити життя або коханця, або свою дружину. Якщо ж коханцеві вдасться провести жінку до хати, то її вже не можна буде вбити, але можна прогнати з дому. Дружина в такий самий спосіб не може покарати свого зрадливого чоловіка.
Чоловіки й жінки в джакунському суспільстві є рівноправними. Чоловік є головою домогосподарства, саме він несе відповідальність за забезпечення матеріальних потреб сім'ї, він у більшості випадків працює за межами дому. Жінка займається переважно домашніми роботами, серед яких приготування їжі, прання та догляд за дітьми. У полі працюють представники як однієї, так і іншої статі. Жінки, крім домашніх справ, займаються обрізанням каучукових дерев, збиранням дикорослих фруктів, трав та плодів олійної пальми. Незважаючи на те, що в економічній галузі домінують чоловіки, роль жінок тут також поступово зростає. Вже з'являються й жінки-підприємці. Якщо у стосунках із зовнішнім світом джакунські громади представляють переважно чоловіки, то прийняття рішень на рівні сім'ї зазвичай здійснюється жінками. Жінки тут не тихі й покірні, як у мусульман-малайців, вони беруть активну участь в усіх розмовах і обговореннях.
З народженням дитини змінюється ідентичність її батьків та дідусів і бабусь; вони переходять до більш поважної категорії. Відповідно змінюється їхнє ім'я, з цього часу батьків називають за ім'ям їх старшої дитини, з додаванням «батько» чи «мати». Нове ім'я отримують і новоспечені бабусі й дідусі, тепер їх звуть за іменем онука.
Зазвичай джакуни згадуються як тихі, добрі й боязкі люди. Вони мають неприязнь до чужинців і намагаються уникати контактів із ними. Закон про Аборигенні народи 1954 року, який з деякими змінами продовжує діяти і в наші дні, сприяє збереженню бар'єру між оранг-аслі та іншими групами населення країни. Закон визначає критерії, за якими людина може вважатися оранг-аслі, головними з яких є належність до громади аборигенів і дотримання їх традиційних звичаїв, мови, вірувань та способу життя. Разом із тим, джакуни часто взаємодіють з іншими племенами оранг-аслі, а також китайцями та малайцями, жителями навколишніх сіл. Іноді вкладаються мішані шлюби.

## Збереження традиційних знань
Оранг-аслі, живучи серед вологих тропічних лісів, сформували самобутню й унікальну культуру. Вони мають високий рівень знань про навколишнє середовище, що сформувалися на основі емпіричного досвіду. Ці знання успадковані від їхніх предків, і віками передавалися з покоління в покоління. Втрата лісів, деградація природно середовища і зміна способу життя джакунів призводять до втрати їх традиційних знань і навичок, а разом із ними й до втрати їх ідентичності як окремого народу. Мандрівки лісом все ще приносять моральне задоволення й приємні спогади представникам старшого покоління, але молодь забуває традиції.
Деякі міжнародні та малайзійські організації намагаються на комерційні основі впроваджувати в громадах джакунів види діяльності, засновані на традиційних знаннях і навичках народу. Прикладом може бути впроваджування культивації місцевих лікарських рослин, які мають комерційне значення, виробництво на продаж циновок, килимків із листя панданового дерева, кошиків сумок тощо.
Джакуни, володіючи традиційними знаннями й маючи відповідний досвід, можуть суттєво допомогти в справі збереження лісу. В цілому вони мають позитивне ставлення до цих процесів, але воно є специфічним. З одного боку, ліс знаходиться в їх крові, вони сприймають його як сховище своїх традиційних знань, як свою спадщину. З іншого боку, ліс для них є джерелом засобів до існування. Тому збереження лісів вони розглядають як запоруку благополуччя існування своїх майбутніх поколінь. Тому джакуни не сприймають охорони природи в сенсі обмеження діяльності в лісі. Вони ставляться до цих проблем суто з практичних міркувань і збереження лісів розглядають з позиції кількісної оцінки переваг, які від цього отримають.